# Raja Harishchandra
Pour plus de détails, voir Fiche technique et Distribution.
Raja Harishchandra (hindi : राजा हरिश्चन्द्र) est un film historique indien, réalisé par Dhundiraj Govind Phalke, sorti en 1913. Il est considéré comme le premier film de fiction du cinéma indien.

## Synopsis
Film mythologique inspiré du Mahabharata relatant la vie du roi Harishchandra. Ce roi noble et juste sacrifie d’abord son royaume, puis sa femme et ses enfants, pour honorer sa promesse au Sage Vishwamitra. À la fin, les dieux, satisfaits par sa haute valeur morale, lui rendent sa gloire passée.

## Fiche technique
- Titre original : Raja Harishchandra
- Titre en français : Le Roi Harishchandra
- Réalisation : Dhundiraj Govind Phalke
- Scénario : Dhundiraj Govind Phalke et Ranchhodbai Udayram
- Production : Phalke Films
- Pays d'origine : Inde
- Format : muet - noir et blanc
- Durée : 40 minutes
- Date de sortie :  Raj britannique : 3 mai 1913

## Distribution
- D.D. Dabke : Raja Harishchandra
- P.G. Sane : Taramati
- Bhalachandra D. Phalke : Rohitas
- G.V. Sane : Vishwamitra
- Dattatreya Kshirsagar
- Dattatreya Telang
- Ganpat G. Shinde
- Vishnu Hari Aundhkar
- Anna Salunke
- Nath T. Telang

## Commentaires
- Ce film est considéré comme le premier film de fiction indien[1].
- Comme la société était une société fermée et conservatrice, les femmes n’avaient pas le droit de jouer. Les rôles féminins sont donc joués par des hommes, à l'exception de la fille même du réalisateur.
- Le film a rencontré un succès considérable[2].